# Хропотова
Хропотова́ (Хребтова) — село в Україні, у Чемеровецькій селищній громаді Кам'янець-Подільського району Хмельницької області.

## Назва
На думку Ю. Сорчана, від слова «хребет» і пішла в дещо видозміненому вигляді назва села «Хребтова», пізніше «Хропотова».

## Географія
Село розташоване за 45 км від Кам'янця-Подільського та за 11 км від Чемерівців. Розкинулось по обох берегах невеликої річки Муха, яка бере початок біля села Свіршківці та впадає в річку Жванчик. Село охоплюють з півночі і південного-сходу гірські хребти Подільських Товтр, які ще в народі називають медоборами. В центрі поселення знаходиться озеро Вікнина, на східному березі якого були побудовані перші житла.

### Клімат
Хропотова знаходяться в межах вологого континентального клімату із теплим літом. Але діяльність людини досить часто призводить до екоциду, поганих змін та глобального потепління. Рівень наповнення річок водою по області становить лише 20 % від необхідного стандарту, значна частина земної поверхні стає посушливою. Для покращення ситуації варто було б проводити ревайлдинг, відновлювати екосистеми та лісові насадження.

## Пам'ятки
На території села і за його межами зафіксовано ряд археологічних пам'яток. Зокрема, між селами Хропотова і Кугаївці виявлено ранньосередньовічне поселення загальною площею 150 на 70 метрів. На поверхні зібрано фрагменти слов'янської кераміки. Тут же трапляються фрагменти черняхівського посуду II—V ст. [5]. Подібну пам'ятку виявлено у північно-східному напрямку від села на території урочища з місцевою назвою Копанки. На правому березі струмка (притока р. Мухи), спостерігається вихід на поверхню залишків кераміки. Площа поселення становить 180 на 90 метрів, яка досі археологічно не досліджувалася, але засвідчує, що територія Хропотови була заселена ще з часів первісного суспільства.

## Історія[2]
Вперше Хропотова згадується в писемних документах під 1493 роком, вміщених в «Архиве ЮЗР» (Cropotova de decem solvit) [1, с.336]. На той час село мало 10 димів. Можна сказати, що Хропотова дуже давнє поселення — одне з найдавніших у Чемеровецькому районі. У 1498 р. село знаходилось у списку тих поселень, на які кам'янецькі біскупи одержали грамоту від короля  Яна I Ольбрахта [8, с.455]. Протягом 1530—1583 років зростають земельні ділянки села майже у п'ять разів. У селі працюють два ремісника і священник, є млин та корчма. Але з 1661 р. Хропотова починає занепадати і «была совсем разорена и опустела». Тільки на початок XVIII ст. почалось швидке заселення села [8, с.155-456].
Під час османського панування на Поділлі 1672—1699 років Хропотова була центром нахії. Центрами нахій стали найукріпленіші населені пункти. Те, що Хропотова була у свій час одним з низових адміністративних центрів, вказує сучасний польський дослідник Даріуш Колодзєйчик [5]. З інших населених пунктів сучасної Хмельницької області, які були центрами нахій, можна назвати Сатанів, Китайгород, Проскурів, Чорний Острів, Зіньків, Новий Костянтинів, Деражня та інші.
У 1793 році Хропотова була передана імператрицею Катериною II одній із племінниць князя Григорія Потьомкіна — графині Браницькій. За статистикою, власниці села у 1820 р. належало 362 кріпаки та навколишні землі. Згодом, у 1830 році, село переходить Чайковським і Стройновским [9. с.493]. Яворовський дає опис частини села, яка належала Віктору Болеславовичу Стройновському. Зокрема, зазначає земельні володіння поміщика, в тому числі і соціальні стани. Господарство Стройновського займалося розведенням коней та вирощуванням сільськогосподарської продукції. Інша частина села знаходилася у володінні Євстафія Олімпієвича Чайковського. В селі на той час було 257 дворів, де проживало 715 чоловіків і 692 жінки. На початку XX ст. налічувалося 421 індивідуальне селянське господарство з кількістю населення 1852 чол. [7, с.166] та православною церквою [6, с.8-9]. Жителі села займались переважно заготівлею лісу і землеробством. До сьогодні збереглись назви урочищ в лісі «Корабльова» та «Дубники» у східній частині від села.
У селі на той час панами було побудовано два кам'яних млини на воді, які проіснували до 1917 року. Потім їх зруйнували як панське майно, так і маєтки, ґуральню та чотири корчми. Маєтки були дуже красивими. Маєток Стройновських знаходився в саду, у південній частині села. Приміщення двоповерхове, з підвалом, з великою терасою і балюстрадою зі східної сторони, з колонами на два поверхи, з просторими залами і кімнатами, обладнаними коштовними меблями, підлогою з дубового паркету. Виразність архітектури вдало посилювалася ландшафтом і красивим рельєфом місцевості з виглядом на заплаву річки. Перед маєтком доріжка для під'їзду до входу. Алеї висаджені квітучими кущами, які цвіли ціле літо, навкруги сад.
Маєток Чайковського розміщувався із західної частини села в оточенні саду, де тепер медичний пункт. Сад був обнесений насипом і ровом 3 м завширшки та 2 м завглибшки. Палацова будівля де в чому поступалася маєтку Стройновського, але за архітектурою була досить красивою. Навколо сад обсаджений горіхами, які збереглися досі. Поруч, навпроти дороги на Ямпільчик, був будинок, біля нього великий погріб довжиною 15 м і шириною 4 м [2, с.6-11]. У центрі села, з південного сходу, вздовж церкви знаходився сімейний склеп Чайковських з чавунним хрестом без надписів, на території якого сьогодні побудовано новий храм [3, с.508].

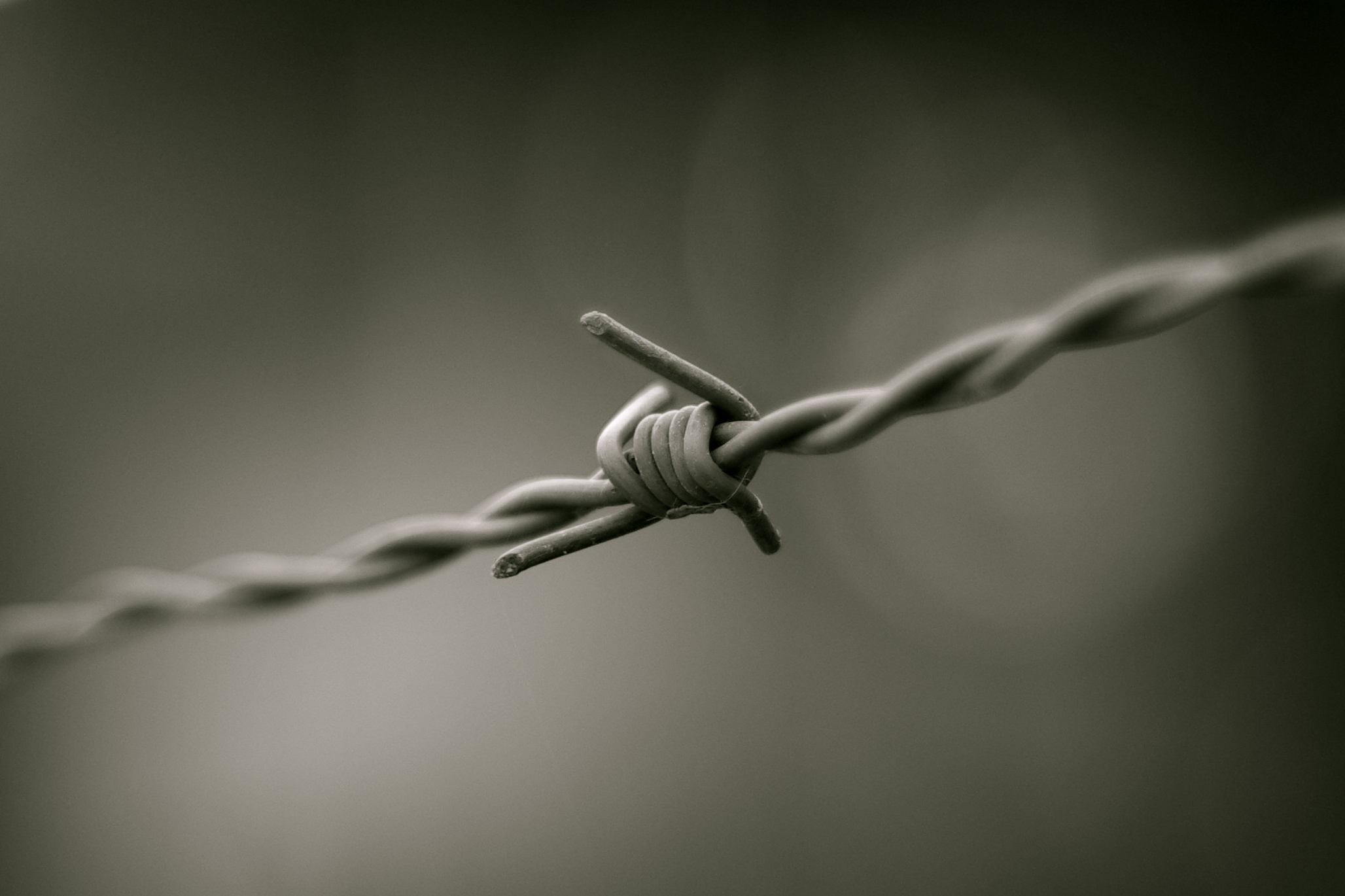
[http://www.reabit.org.ua/nbr/?st=3®ion=&ss=Рудківці&logic=or&f1_type=begins&f1_str=&f2_type=begins&f2_str=&f3_type=begins&f3_str=&f4_from=&f4_till=&f7%5B%5D=all&f14%5B%5D=all#list Національний банк репресованих

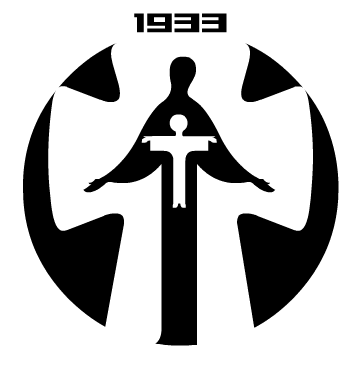
[https://victimsholodomor.org.ua/khmelnytsky/easytable/25-peoples-new.html?start=300 Список жертв Голодомору, Хмельницька область

Значне місце в історії села займала релігія. Церква в селі була побудована ще наприкінці XVII століття, свідками цьому є 400-літні липи, висаджені навколо старого храму [2, с.6-11]. Проте в 1740 р. відбулась спроба підпалити церкву, залишились цілими лиш стіни. Зусиллями селян вона була реставрована в 1748 р., мала 80 парафіян, два городи та 20 косарів. У 1791 р. була зведена нова однокупольна дерев'яна церква Різдва Пресвятої Богородиці із 875 парафіянами. Але в 1872 р. купол церкви обвалився, хоча наступного року був відреставрований, проте не надійними буди стіни. Тому в 1888 р. збудована нова церква теж дерев'яної конструкції, при якій того ж року відкрито церковно-парафіяльну школу [8, с.456]. Навчання в ній відбувалося переважно взимку. Усіх, хто бажав, навіть людей похилого віку, навчав дяк, за що вони сплачували йому 10 карбованців чистим золотом за учня. В 1889 р. відкрито нове шкільне приміщення, де продовжилось навчання селян грамоти. У школі на той час навчалося 26 дітей. Настоятелі церкви вели «Літопис», в якому записували всі події, що відбувалися в селі до 1934 року [2, с.б-11].
Внаслідок поразки Перших визвольних змагань на початку XX століття, село надовго окуповане російсько-більшовицькими загарбниками.
Радянська окупація принесла колективізацію та розкуркулення, мешканці села зазнали репресій. В багатьох частинах Поділля відбувались масові селянські повстання проти радянської влади.
В 1932–1933 селяни села пережили Голодомор.
В роки Великого терору 1936-1937 було вбито чимало осіб різних національностей і професій, багато людей було виселено як сім'ї «ворогів народу».
По закінченню Другої світової війни у 1946—1947 роках мешканці села вчергове пережили голод.
15 вересня 2016 року шляхом об'єднання сільських територіальних громад, село увійшло до складу Чемеровецької селищної громади. Об'єднання в громаду має створити умови для формування ефективної і відповідальної місцевої влади, яка зможе забезпечити комфортне та безпечне середовище для проживання людей.
До адміністративної реформи 19 липня 2020 року село належало до Чемеровецького району, після його ліквідації, увійшло до складу Кам'янець-Подільського району.
13 травня 2022 року релігійна громада храму Різдва Пресвятої Богородиці села перейшла з Московського патріархату в Православну Церкву України. Вперше, в місцевій церкві пролунала молитва українською мовою.

## Населення
Населення становить 925 осіб станом на 2001 рік.

### Мова
У селі поширені західноподільська говірка та південноподільська говірка, що відносяться до подільського говору, який належить до південно-західного наріччя.
100 % населення вказало своєю рідною мовою українську мову.

## Релігія
- Церква Різдва Пресвятої Богородиці (ПЦУ)

## Відомі люди

### Уродженці
- Пагор Дмитрій Олексійович (10 квітня 1992-19 лютого 2014) — український активіст Євромайдану, боєць Небесної Сотні, Герой України.
- Мостіпака Олександр Віталійович (10.06.1966) — український історик, журналіст, публіцист. Член Національної спілки журналістів України. Закінчив історичний факультет Чернівецького національного університету ім. Юрія Федьковича. Заступник головного редактора, редактор відділу політики й інформації газети «Молодий буковинець» місто Чернівці. Його ім'я включено до науково-популярного видання «Інформаційний простір Буковини на початку третього тисячоліття».
- Прус Руслан Анатолійович (1982—2023) — старший лейтенант Збройних сил України, учасник російсько-української війни. Герой України (2024, посмертно).

## Цікаві факти
Озеро Вікнина в центрі села, не замерзає впродовж 200 років. І за мінусових, і за плюсових температур вода в озері завжди має температуру від +13 до +15 градусів за Цельсієм. Озеро називають Вікнина, від слова вікно, бо за  легендою, в озері є вікно, яке веде у потойбічний світ.  На озері плаває як свійська птиця, так і дикі качки. І якщо на вулиці сильні морози, десь -20 градусів, то над озером стоїть пара, але воно не замерзає. За словами тутешніх мешканців, є така версія, що воно не замерзає через те, що дуже багато підводних джерел. І ті джерела б’ють із великої глибини, через що є теплими. 

## Охорона природи
Село лежить у межах національного природного парку «Подільські Товтри».

## Світлини

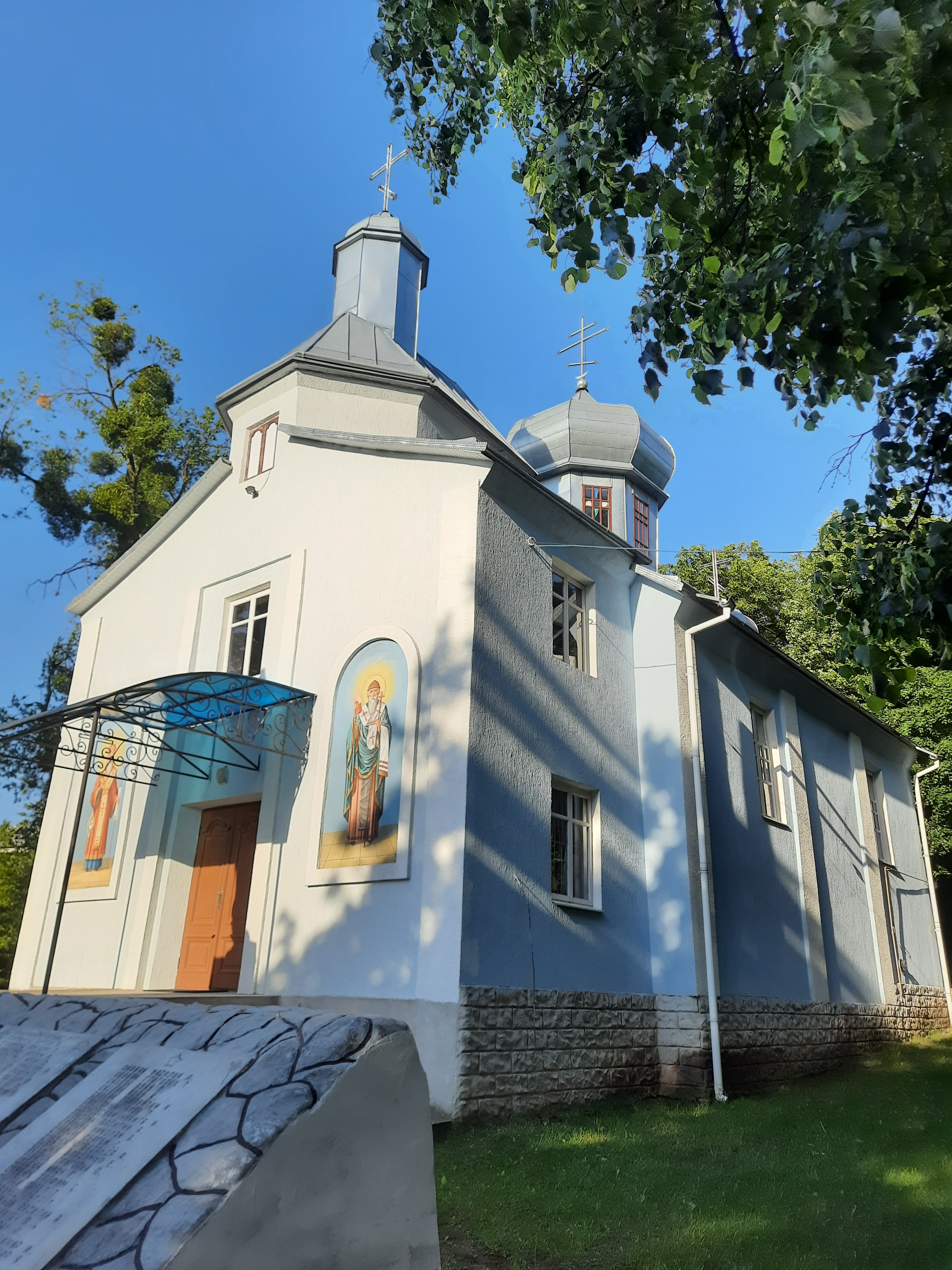
Церква Різдва Пресвятої Богородиці
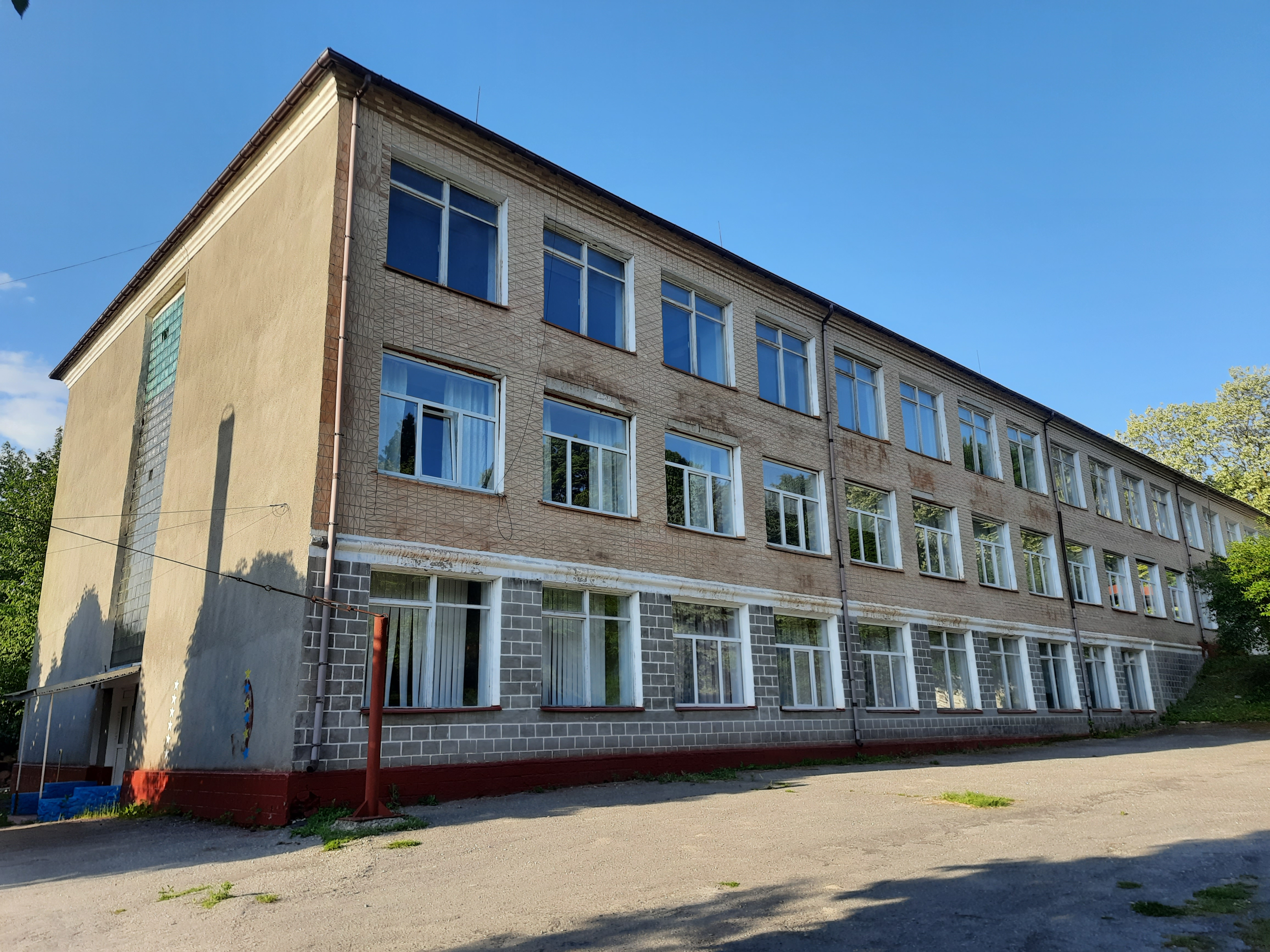
Школа

## Джерело
1. Пагор В. В. З історії села Хропотова Чемеровецького району Хмельницької області (кінець XV—XIX ст.) // Збірник наукових праць студентів та магістрантів Кам'янець-Подільського національного університету імені Івана Огієнка. Кам'янець-Подільський: Кам'янець-Подільський національний університет імені Івана Огієнка, 2008. — Випуск 2. — 174 с. — С. 13-14.